# بيني لان
بيني لان (بالإنجليزية: Penny Lane)‏ هي مخرجة أمريكية، ولدت في 6 مارس 1978 في لين في الولايات المتحدة.

## وصلات خارجية
- الموقع الرسمي
- بيني لان على موقع IMDb (الإنجليزية)
- بيني لان على موقع روتن توميتوز (الإنجليزية)
- بيني لان على موقع ألو سيني (الفرنسية)
- بيني لان على موقع أول موفي (الإنجليزية)
- بيني لان على موقع قاعدة بيانات الفيلم (الإنجليزية)
- بيني لان على موقع كينوبويسك (الروسية)